# Козорізи
Козорізи — селище в Україні у Золотоніському районі Черкаської області. Входить до складу Драбівської селищної громади.
Станом на 01.01.2025 р. - 1 особа.
Назва села походить від заняття першопоселенців хутора, які розводили кіз на м'ясо і вправно їх різали. Поступово такий рід занять дав прізвисько «козорізи», з часом воно перейшло у прізвище, а від нього й на селище.

## Історія
Село постраждало внаслідок геноциду українського народу, проведеного радянським окупаційним урядом 1932-1933 та 1946-1947 роках[джерело?].
У 2021 році журналісти обласного телеканалу випустили матеріал, в якому показали стан села та розповіли про єдину жінку, яка залишилася жити на хуторі — 84-річну Лідію Козоріз.